# Octomeria crassilabia
Octomeria crassilabia är en orkidéart som beskrevs av Guido Frederico João Pabst. Octomeria crassilabia ingår i släktet Octomeria och familjen orkidéer. Inga underarter finns listade i Catalogue of Life.